# Ruta montana
Ruta montana là một loài thực vật có hoa trong họ Cửu lý hương. Loài này được (L.) L. miêu tả khoa học đầu tiên năm 1756.

## Hình ảnh

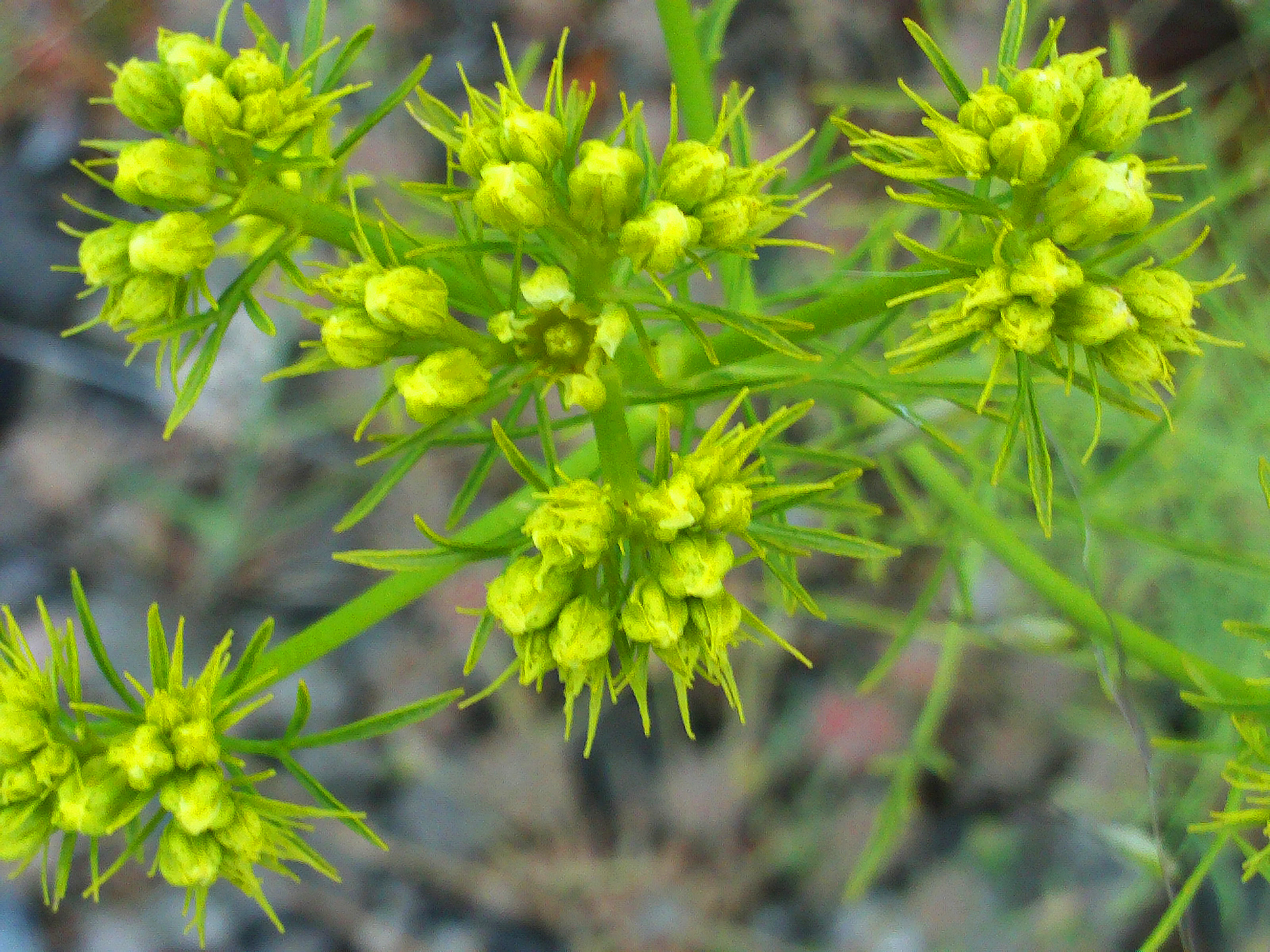
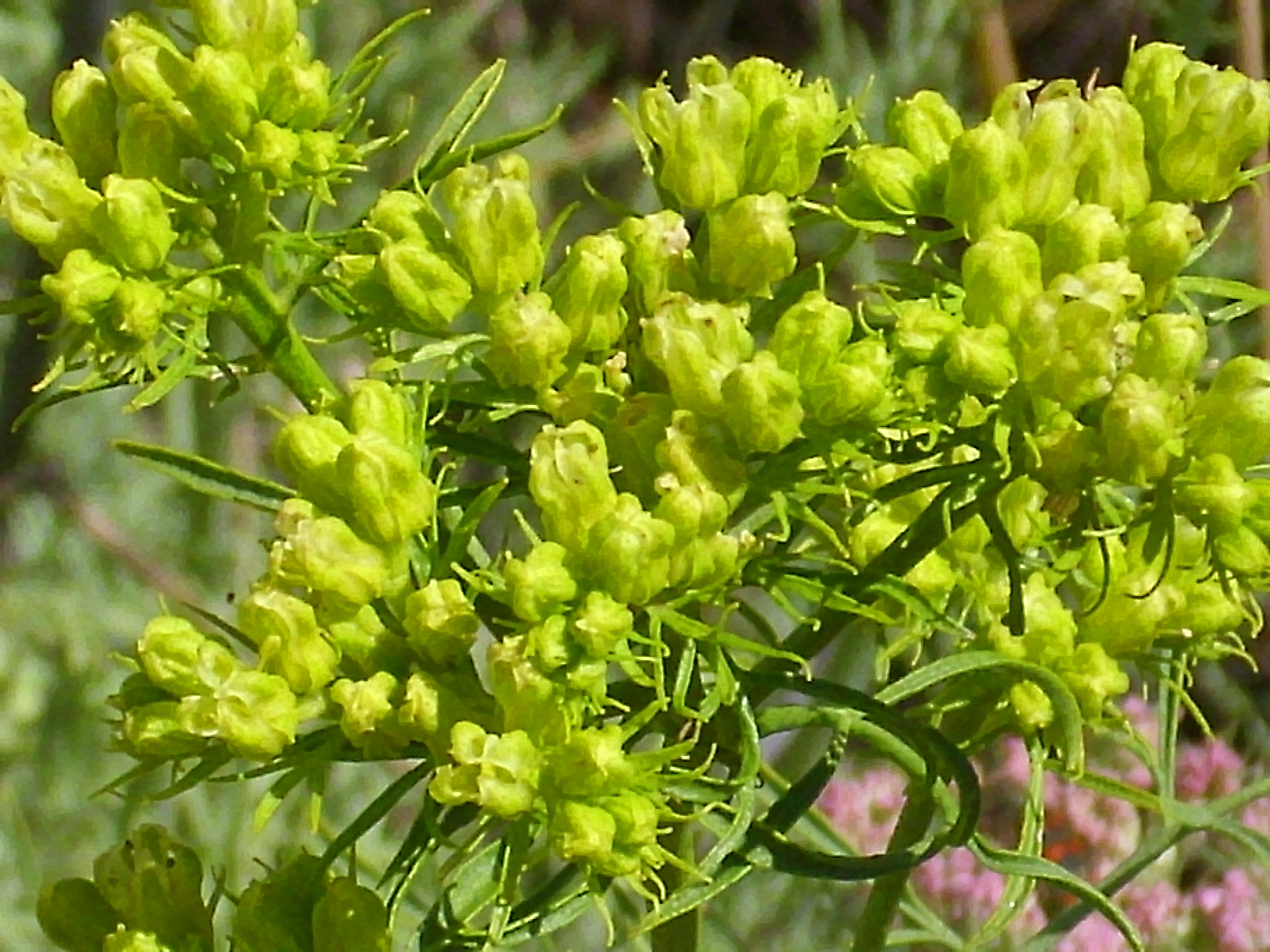
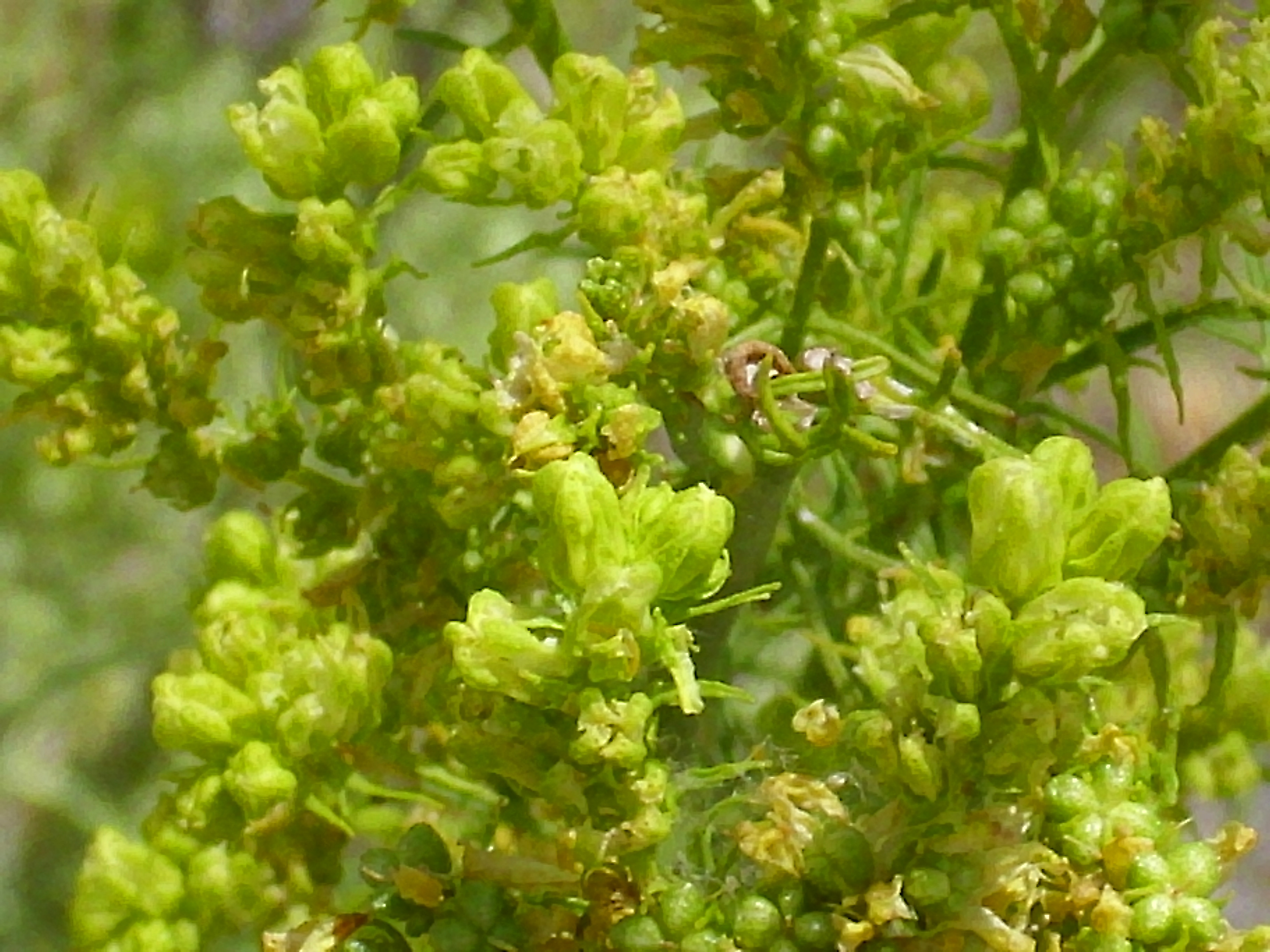
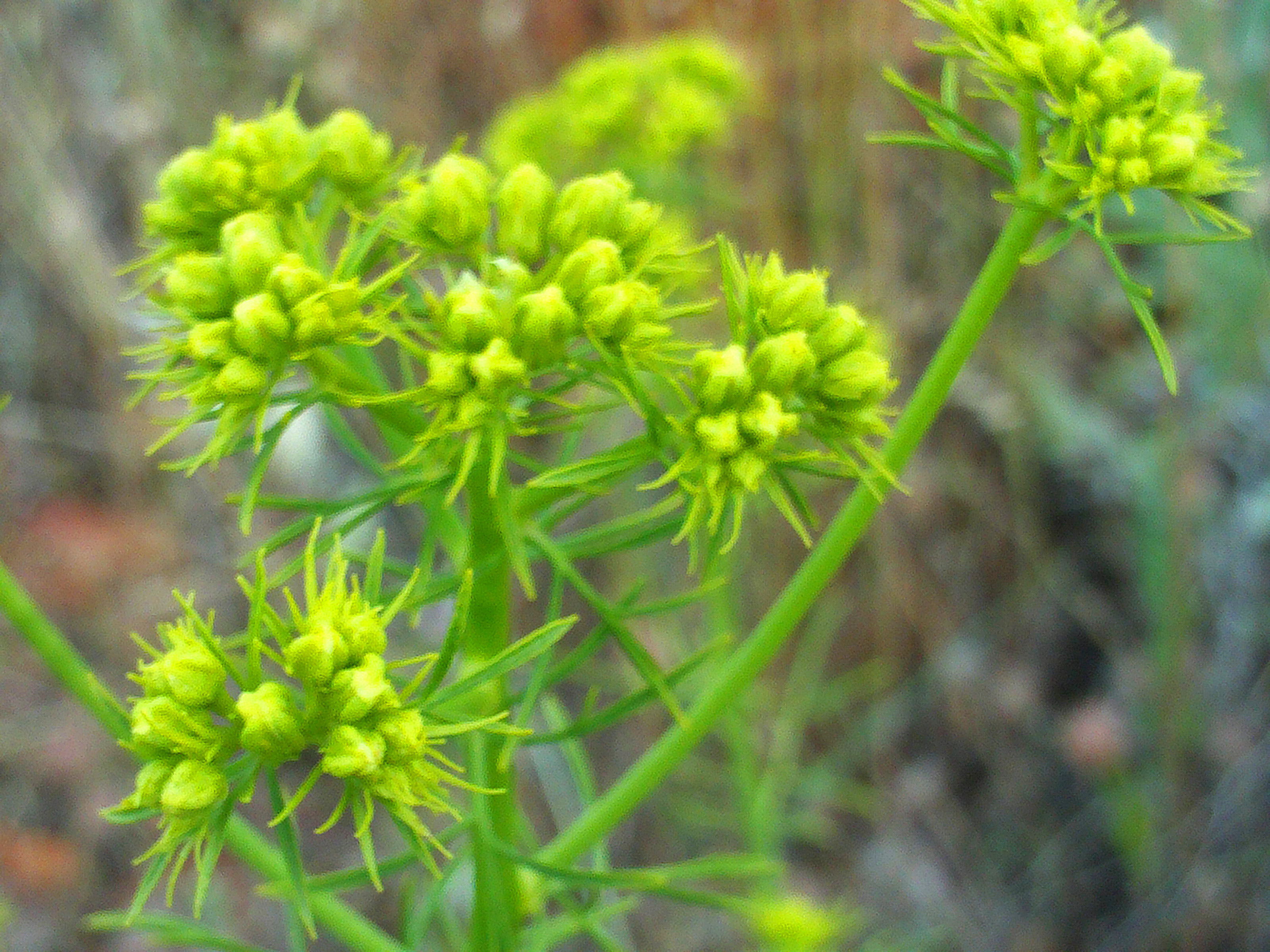